# Биркаш
Биркаш (Буркаш, араб. برقاش‎) — деревня в Египте к северо-западу от города Эль-Гиза, в верхней части дельты Нила, на левом (западном) берегу Нила, к востоку от административного центра марказа Маншиет-эль-Канатир и к северо-западу от Каира. Административно относится к марказу Маншиет-эль-Канатир в мухафазе Эль-Гиза. Население 14 172 человек по переписи 2006 года.
Упоминается в средневековом кадастре Ибн ал-Джиана как «Мардж Антар аль-Кибли» («مرج عنتر القبلي»‎) и в знаменитом словаре «Тадж ал-'арус» («Венец невесты») Муртады аз-Забиди (1732—1790) как «Биркаш».

## Верблюжий рынок
В деревне находится крупнейший в Египте верблюжий рынок, популярный у туристов. Рынок работает ежедневно, наибольший ажиотаж накануне праздника жертвоприношения. Единовременно на рынке представлены не менее 2 тысяч одногорбых верблюдов (дромадеров), в основном ввезённых из Судана, Сомали и других соседних стран. Животных доставляют караванами по 100—150 животных или на грузовиках. В основном животные идут в пищу. Отдельно продаются так называемые «скаковые» верблюды, которых используют не для скачек, а как аттракцион для туристов. Как правило, верблюдов берут оптом по 3—5 животных, которых грузовиками вывозят на бойню. Цена на верблюда от 300 до 1600 долларов США. Розничная цена на верблюжатину около 5 долларов США за килограмм. Масса животного определяется по внешнему виду. Для туристов продаются одеяла из грубой верблюжьей шерсти.